# Disanthus
Disanthus é um género botânico pertencente à família Hamamelidaceae.